# Schöneberg (Berlin)
Schöneberg, Berlin-Schöneberg – dzielnica (Ortsteil) Berlina w okręgu administracyjnym Tempelhof-Schöneberg. Od 1 października 1920 w granicach miasta.
W latach 1899–1920 należała do rejencji rejencji poczdamskiej w prowincji Brandenburgia.
W dzielnicy znajdują się stacje kolejowe Berlin Südkreuz i Berlin-Schöneberg.

## Transport
Przez dzielnicę przebiega linia metra U1 ze stacjami:
- Nollendorfplatz
- Wittenbergplatz

linia metra U2 ze stacjami:
- Bülowstraße
- Nollendorfplatz
- Wittenbergplatz

linia metra U3 ze stacjami:
- Nollendorfplatz
- Wittenbergplatz

linia metra U4 ze stacjami:
- Nollendorfplatz
- Viktoria-Luise-Platz
- Bayerischer Platz
- Rathaus Schöneberg
- Berlin Innsbrucker Platz

linia metra U7 ze stacjami:
- Bayerischer Platz
- Eisenacher Straße
- Kleistpark
- Berlin Yorckstraße